# Jori Lehterä
Jori Lehterä (* 23. Dezember 1987 in Helsinki) ist ein finnischer Eishockeyspieler, der seit Juni 2023 beim Helsingfors IFK aus der finnischen Liiga unter Vertrag steht und dort auf der Position des Centers spielt. Zuvor absolvierte Lehterä unter anderem 346 Spiele für die St. Louis Blues und Philadelphia Flyers in der National Hockey League (NHL). Sein Onkel Tero war ebenfalls professioneller Eishockeyspieler.

## Karriere

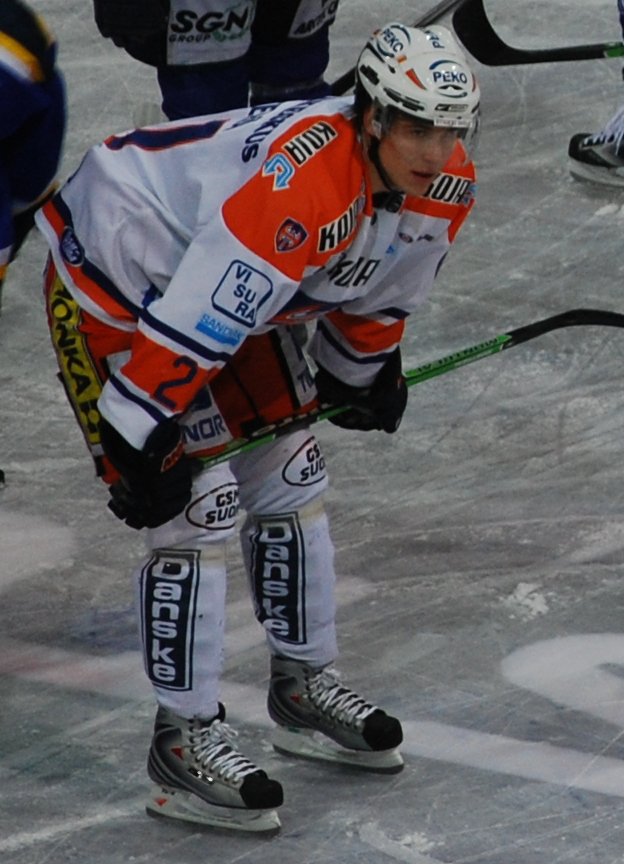
Lehterä im Trikot von Tappara Tampere (2008)

Jori Lehterä begann seine Karriere als Eishockeyspieler in seiner Heimatstadt in der Nachwuchsabteilung von Jokerit Helsinki, für dessen Profimannschaft er in der Saison 2006/07 in der SM-liiga aktiv war, nachdem er bereits im Laufe des Vorjahres sein Debüt für die finnische U20-Nationalmannschaft in der zweitklassigen Mestis gegeben hatte. Mit Jokerit wurde der Center in seinem Rookiejahr Vizemeister. Anschließend wechselte er zu dessen Ligarivalen Tappara Tampere, bei dem er die folgenden drei Spielzeiten verbrachte. In diesem Zeitraum wurde er im NHL Entry Draft 2008 in der dritten Runde als insgesamt 65. Spieler von den St. Louis Blues ausgewählt, für die er allerdings nie spielte. Einzig für deren Farmteam Peoria Rivermen kam der Nationalspieler gegen Ende der Saison 2008/09 zu insgesamt 14 Einsätzen in der American Hockey League (AHL), bei denen er ein Tor erzielte und zwei weitere vorbereitete.
In der Saison 2009/10 konnte Lehterä auf sich aufmerksam machen, als er für Tappara in insgesamt 66 Spielen 20 Tore erzielte und 59 Vorlagen gab. Anschließend wurde er in das All-Star Team der SM-liiga gewählt und erhielt sowohl die Lasse-Oksanen-Trophäe als bester Spieler der Hauptrunde, als auch die Veli-Pekka-Ketola-Trophäe als Topscorer. Mit 50 Vorlagen war er zudem bester Vorlagengeber der Hauptrunde. Nach dieser für ihn persönlich erfolgreichen Spielzeit wurde der Linksschütze für die Saison 2010/11 von Lokomotive Jaroslawl aus der Kontinentalen Hockey-Liga (KHL) verpflichtet. Im Mai 2011 unterschrieb der Finne einen Kontrakt beim HK Sibir Nowosibirsk.
Im Juli 2014 wechselte Lehterä zu den St. Louis Blues, die ihn bereits 2008 gedraftet hatten, und unterschrieb bei den Blues einen Zweijahresvertrag. Bereits nach einem Jahr wurde dieser jedoch bis zum Ende der Saison 2018/19 verlängert. Im Juni 2017 jedoch gaben ihn die Blues an die Philadelphia Flyers ab und erhielten im Gegenzug Brayden Schenn. Zusätzlich erhielt Philadelphia  dabei ein Erstrunden-Wahlrecht im NHL Entry Draft 2017 sowie ein konditionales Erstrunden-Wahlrecht im NHL Entry Draft 2018. Sollte St. Louis 2018 in den Top Ten draften dürfen, verschiebt sich das Erstrunden-Wahlrecht zum NHL Entry Draft 2019 und Philadelphia erhält ein zusätzliches Drittrunden-Wahlrecht für den NHL Entry Draft 2020. Dies geschah in der Folge nicht.
Nach fünf Jahren in der NHL kehrte Lehterä in die KHL zurück, indem er im Juni 2019 einen Vertrag beim SKA Sankt Petersburg unterzeichnete. Nach einem Jahr beim SKA und 30 Scorerpunkten für den Armeesportklub wechselte Lehterä zum HK Spartak Moskau, wo er bis zum Sommer 2022 aktiv war. Anschließend kehrte der Finne in seine Heimat zu Tappara zurück. Mit dem Klub gewann er in der Folge im Frühjahr 2023 zum ersten Mal in seiner Karriere die finnische Meisterschaft sowie die Champions Hockey League. Zur Saison 2023/24 wechselte der Mittelstürmer innerhalb des finnischen Eishockey-Oberhauses zum Helsingfors IFK.

### International
Für Finnland nahm Lehterä an der Weltmeisterschaft 2010 in Deutschland, sowie in den Jahren 2008, 2009, 2010 und 2011 an der Euro Hockey Tour teil. Bei den Olympischen Spielen 2014 gewann er mit der finnischen Nationalmannschaft die Bronzemedaille sowie wenig später bei der Weltmeisterschaft desselben Jahres die Silbermedaille. Zudem vertrat er sein Heimatland beim World Cup of Hockey 2016.

## Erfolge und Auszeichnungen
| - 2006 Bester Vorlagengeber der Nuorten SM-liiga - 2007 Topscorer der Nuorten SM-liiga - 2007 Bester Vorlagengeber der Nuorten SM-liiga - 2007 Finnischer Vizemeister mit Jokerit Helsinki - 2009 SM-liiga-Spieler des Monats Dezember - 2010 Bester Vorlagengeber der SM-liiga-Hauptrunde - 2010 Kultainen kypärä - 2010 Lasse-Oksanen-Trophäe - 2010 Veli-Pekka-Ketola-Trophäe | - 2010 SM-liiga All-Star Team - 2012 KHL-Stürmer des Monats September - 2013 Teilnahme am KHL All-Star Game - 2014 Teilnahme am KHL All-Star Game - 2023 Champions-Hockey-League-Gewinn mit Tappara Tampere - 2023 Finnischer Meister mit Tappara Tampere - 2023 Bester Vorlagengeber der Liiga-Hauptrunde - 2024 Bester Vorlagengeber der Liiga-Hauptrunde |

### International
- 2014 Bronzemedaille bei den Olympischen Winterspielen
- 2014 Silbermedaille bei der Weltmeisterschaft

## Karrierestatistik
Stand: Ende der Saison 2023/24

### International
Vertrat Finnland bei:
- Weltmeisterschaft 2010
- Olympischen Winterspielen 2014
- Weltmeisterschaft 2014
- World Cup of Hockey 2016

(Legende zur Spielerstatistik: Sp oder GP = absolvierte Spiele; T oder G = erzielte Tore; V oder A = erzielte Assists; Pkt oder Pts = erzielte Scorerpunkte; SM oder PIM = erhaltene Strafminuten; +/− = Plus/Minus-Bilanz; PP = erzielte Überzahltore; SH = erzielte Unterzahltore; GW = erzielte Siegtore; 1 Play-downs/Relegation; Kursiv: Statistik nicht vollständig)